# 晋绥军区
晋绥军区，也称国民革命军第八路军晋绥军区、国民革命军第十八集团军晋绥军区、晋西北军区、晋绥抗日根据地，为抗日战争时期中国共产党领导的军队（主要是民军和游击队）在华北地区的四大根据地之一。

## 抗日战争
1937年9月23日，八路军第120师奉命从榆次开赴管涔山地区。9月28日一二〇师部率三五八旅进到神池地区集结，在宁武、神池、朔县一带阻击日军，三五九旅开赴五台山、平山地区。9月29日一二〇师命令三五八旅七一六团副团长宋时轮，率领该团第二营组成宋支队（宋时轮支队、雁北支队），开赴雁北地区开展敌后游击战争。 
1937年10月1日北方局委托一二〇师组建晋西北临时省委（1937年底改称晋西北区党委），对外称一二〇师民运部，机关驻岢岚，书记赵林，副书记罗贵波，组织部长刘俊秀，宣传部长龚逢春，秘书长饶斌，成员有程子华、南汉宸、赵秉彝等。统一领导晋西北和绥远地区党的工作。至1937年年底，先后设：
- 晋绥边工委/晋绥边特委（1937年12月在偏关改组为特委）：书记赵仲池，组织部长郑林，宣传部长胡一新（1939年10月16日率骑兵营袭击右玉县杀虎口的伪蒙军李守信部一个骑兵连，左眼中弹，膝关节被子弹打碎，1940年11月26日伤势恶化牺牲），军事部长王宝珊（原警备六团政委）/姜胜(红九军团卫生部政委、358旅雁北六支队政委）。辖南山（右玉、山阴、怀仁、朔县）、大怀（大同、怀仁），左右凉（左云、右玉、凉城）、清平云（清水河、平鲁、左云）、和右（和林格尔、右玉）等五个联合县，机关驻偏关。偏关县工委书记李林（女），县长梁雷（1938年3月18日日军突袭偏关县政府驻地柏家咀村，战斗中梁雷受重伤，被日军用刺刀刺死，头颅被日军马刀割下，先后带到偏关城、清水河县悬挂示众）。
- 岢岚地委：前身为河保偏中心县委（书记赵秉彝）和神五岢中心县委（书记白坚）。地委书记赵秉彝，黄恩明任组织部长，机关驻岢岚，辖河曲、保德、偏关、神池、五寨、岢岚等县
- 静乐地委：前身是忻崞中心县委（书记为三五九旅政治部主任袁任远）。地委书记胡全，慕纯农任组织部长，崔岩（1943年3月29日任绥南地委书记时在凉城县旭泥坝沟被日伪军袭击被俘，逃脱时胸部中弹牺牲）任宣传部长，机关驻静乐杜家村。辖静乐、忻县、宁武、崞县、阳曲等县。1939年春末，慕纯农任地委书记兼组织部长，饶斌任地委副书记兼宣传部长和统战部长，武装部长张云峰（1945年4月时任绥南地委书记，工作途中在和林格尔县羊群沟乡阳坡村遇敌被俘后，被刺刀捅死[2]）兼独立营营长。由于统战原因，地委机关在晋西北不能公开，即以独立营的名义对外，通过战总会、农救会、青救会、妇救会等群众组织的掩护进行工作，把其中骨干分子发展为中共党员，成立支部。
- 临县地委：辖临县、离石、方山、兴县、岚县等县。书记宋应、组织部长魏怀礼、宣传部长胡权，机关驻临县白文镇。
- 兴岚保中心县委：1938年1月设立。马林（赵秉彝）担任中心县委书记。

1937年11月，警备六团东渡黄河到达偏关，派王恩惠营进入平鲁活动。成立：
- 平鲁工委书记屈健（县牺盟特派员），平鲁六支队，支队长刘华香
- 右玉工委书记贾丕谟（警备六团派出），右玉七支队，支队长傅生麟
- 偏关八支队，支队长李林（女）；
- 右平游击大队，队长于加珍；
- 大怀左游击大队，队长蔺于明；
- 朔县独立营，营长张明才（老红军）

1938年4月宋时轮支队应经广灵、蔚县到平西地区，与邓华支队会合。晋绥边特委从平鲁、右玉抽调柏玉生、王平、龙鸣（冯凯）等到右南接收宋支队留下的工作，成立了右山朔怀县“动委会”，柏玉生任主任。不久中共右山朔怀县委成立，龙鸣任书记。
1938年8月1日，中共中央书记处发出《关于改变敌后党的领导机关的通知》，决定在敌人后方的省委改称区党委。据此，晋西北临时省委改称晋西北区党委。
1940年1月15日，晋西北军民代表大会在兴县蔡家崖召开，出席大会的有各抗日民主党派、军队、农工青妇各群众团体的代表一百余人。成立晋西北新军总指挥部，续范亭任总指挥，罗贵波任政治委员，统一领导暂一师、工卫旅、决死第二、第四纵队等部队。鉴于晋西事变中赵承绶的第二行署旧政权已经垮台，会议决定建立抗日民主革命新政权，组成新的行署领导，公推续范亭为晋西北行政公署（即山西省第二游击区行署）主任，牛荫冠任行署副主任，仍维持旧的行政区划，辖四个专员公署：
- 第二（岢岚区）专员公署：专员张国声
- 第四（临县区）专员公署：专员苏谦益
- 第八（文交区）专员公署：专员顾永田，副专员康世恩。1940年2月11日在交城田家沟，顾永田与日军遭遇，在激战中英勇牺牲，时年24岁；康世恩继任行署专员。
- 第十一（雁北区后改为五分区）专员公署：1940年2月1日，晋绥边（晋西北十一专署）在右南县尖山村召开各界人士参加的代表会议，成立第十一专员公署，推举屈健为专员，武养民为副专员，李林为专署秘书主任，柏玉生为公安局局长，下设民政、财政、教育、总务等科，并制定了本地区的八项施政纲领。

按照中共派陕甘宁留守兵团主任萧劲光和王若飞到吉县与阎锡山谈判达成的协定，以汾离公路为界，路北为新军筹粮区，路南为旧军筹粮区。晋西南大批干部撤至晋西北。1940年1月25日，中央发出《在阎锡山继续反共情况下对山西工作的指示》，要求晋西北建立新政权，扩大和整顿军队，解决财政问题；晋西北、晋西南两个区党委合并为晋西区党委，林枫（原晋西南区党委书记）为书记、赵林（原晋西北区党委书记）为副书记，王达成为组织部长，张稼夫为宣传部长，龚逢春为社会部长，杨树义为统战部长，刘俊秀为民运部长，负责晋西北地方工作和晋西南地下党的领导。2月10日，中共中央和军委发出《关于战略方针的指示》，要求晋西北党政军领导“将南起汾离公路，北至大青山脉间的地区，作为巩固根据地，以建立西北和华北的战略枢纽”。晋西北军政委员会按上述指示，确定军队任务：开展文水、交城、孝义、太原、阳曲等平川地的游击战争，与晋东南相呼应；开展同蒲北段的游击战争，与晋察冀边区相呼应，开展绥远的游击战争并加强地方工作。晋西区党委下辖：
- 临县（四）地委：辖临县、方山、岚县、离石。书记宋应，组织部长魏怀礼，宣传部长胡权，社会部长黄石山（分管离石、林南工作），武装部长贾怀光。
- 岢岚（二）地委：辖岢岚、保德、偏关、神池、五寨、河曲
- 静乐地委：辖静乐、忻县、宁武、崞县
- 文交（八）地委：原文交中心县委撤销，建立文交地委，辖文水、交城、汾阳、阳曲、清太徐五个县委。1940年1月，中共晋西区党委决定派饶斌去文交地委任书记，2月末到达八地委所在地──交城山区米家庄。宣传部长先是刘英，8月调张永青担任。组织部长先是李伯林，7月调范敏担任。民运部长李伯林，社会部长陈郁发。武装部长李文林兼任游击支队队长，副队长王金荣（一二○师来的长征干部），支队领导着以县为单位建立的四个游击大队，即汾阳第一游击大队、文水第二游击大队、交城第三游击大队、清太徐第四游击大队。支队直辖一个警卫连。抗联主任朱建书，下设工、农、青、妇四个救国会。工救会秘书张旭初（赵尚朴，赵尚志的哥哥），农救会秘书宋丕显，青救会秘书曾茄，不久由冯直担任，妇救会秘书先是杨华甫后是王恒芳。地委建立后，先抓四项动员工作，即动员青壮年参军，扩充部队；动员人民献金，解决财政困难；动员交粮，解决吃饭问题；动员妇女做军鞋，解决脱产人员穿鞋问题。1940年4月初，第八军分区在交城县东坡底村成立，分区设在决死二纵队，司令员为韩钧、副司令员侯俊岩，王逢原任政委。韩钧、王逢原均为地委委员。8月，晋西军区派罗贵波任总指挥，参与指挥百团大战。韩钧、侯俊岩参加指挥。1940年9月改称八地委，增辖同蒲路西段榆（次）太（谷）祁（县）的工作。1941年5月，武装部长李文林带领基干连在汾阳头道川活动时被敌人俘虏；李文林表现恶劣，向日军供出许多情况，并接受日军的派遣任务，伪称是脱逃回来的，被送回兴县接收晋西区党委审查；李文林在审查清楚问题后，1943年被枪毙。由于根据地被敌人蚕食而缩小，很多干部集中到交城山区。为加强交城的工作和根据地建设，交城一分为二，成立交东和交西两县。交东县委书记刘光，县长郝振乙，抗联主任华国锋，下辖六个行政区。交西县委书记是赵琦，县长是张英，抗联主任由赵琦兼，下辖四个行政区。
- 雁北（十一）地委：1940年8月下旬晋绥边特委改为雁北地委，归绥蒙区党委领导，李登沄任社会部长。
- 直属兴县委

另组织“晋西北军政委员会”，贺龙为书记，关向应为副书记，委员有甘泗淇、周士第、肖克、王震、林枫、陈士榘、赵林、张宗逊、李井泉、彭绍辉、罗贵波等，统一领导党政军各项工作。成立了“晋西北军政民联合委员会”，贺龙为主任委员，常务委员有关向应、甘泗淇、林枫、续范亭、牛荫冠、罗贵波等。1940年5月，一二〇师共有49个县政权情况：
- 被敌占领县城而中共建有政权者：汾阳、文水、交城、清源、徐沟、阳曲、忻州、崞县、代县、朔县、平鲁、左云、右玉、大同、怀仁、护县、武川、固阳、归绥、陶林、和林格尔、托县、凉城、清水河、包头、集宁、丰镇、阳原、阳高、山阴、应县、灵邱、广灵、涞源、蔚县、繁峙、宁武、神池、静乐、偏关、五寨
- 被敌摧毁后，中共收复县城，重新建立政权的有：岚县、保德、河曲、岢岚、方山
- 被阎军占领又被我占领者：兴县

1940年晋西北大旱，严重缺粮。军队和机关普遍以黑豆、苦菜充饥，每天每人只供应八两黑豆。八分区有山区，又有平川，大批军队去八分区筹粮。除八分区的驻军二纵队、工卫旅、地方游击队外，还有决死四纵队、一二○师特务团。当时的县、区政府主要设在山里，没法解决这么多的给养问题，部队就自行派人到平川搞粮食、布匹、医药等。
1940年9月11日，晋西北行署召开第二次行政会议，对行政区划作了调整，晋西北行署（山西省第二游击区行署）共辖八个专署，一个游击区，一个直属县。即：
- 二专署，辖河曲、保德、岢岚、五寨、偏关、朔县、神池、宁武、静宁、崞县、崞山、忻县等十二县。专员楼化蓬。
- 三专署，原静乐区办事处改称。辖静乐、岚县、阳曲等三县。专员刘墉如。秘书主任孔庸智。
- 四专曙，辖临县、临南、方山、离石、离东等五县。
- 八专署，辖交城、文水、汾阳、交西、太原、清徐、榆太、祁北等八县。
- 十一专署，辖平鲁、右玉、右南、山朔、怀仁、左云、大同等七县。
- 直属县：兴县。
- 绥察行署辖
  - 绥西专署
  - 绥中专署
  - 绥南专署
  - 绥东游击区

1940年10月10日，晋西北“百团大战”结束。一二〇师、晋西北新军地方武装从8月20日以来，曾打到太原、汾阳、静乐、忻县、崞县、朔县、和大同附近，共进行大小战斗三百余次，毙伤日伪军六千八百余人，俘日军四十七人，俘伪军三百五十人，缴获长短枪八百八十五支，大炮六门，破铁路一百七十五公里，破公路九百四十里，破桥梁七十四座。
1940年11月7日，晋西北军区在兴县李家湾成立。贺龙担任司令员，政治委员为关向应，副司令员续范亭，副政治委员林枫，参谋长周士第，政治部主任甘泗淇。军区以下按行政区划设四个军分区
- 第二军分区：驻保德县。司令员彭绍辉，政委张平化，副司令员张希钦，参谋长李文清，政治部主任刘惠农
- 第三军分区，驻静乐县。司令员张宗逊、政委李井泉，副司令员贺炳炎，参谋长李夫克，政治部主任朱明
- 第四军分区，驻临县。司令员王尚荣，政委白坚，副司令员雷任民，参谋长谷志标，政治部主任杨其良
- 第八军分区，驻交文联合县。司令员韩钧，政委王逢源，副司令员侯俊岩，政治部主任廖井丹。
- 直属军分区：1941年3月6日，兴县与河西神府区组建。陈漫远任司令员。

1941年3月初，中共沿河工委建立。工委机关驻清涧县界首村，对外称黄河商店。晋西区党委派王文达任沿河工委书记，黄石山任副书记。黄河商店经理白德高负责经营业务。工委管辖区为离石、中阳、石楼、永和、隰县、大宁等六县。1943年5月改为沿河地委，范明担任书记。下设三个县的工作委员会：石隰工委，永大工委，中离工委。由于梁化之、徐端推动“流动工作队”搞自白运动、“肃伪”，沿河地委认为再派人去建立党的组织很困难。1943年11月，晋绥分局决定撤销沿河地委，所有干部同志调回分局另行安排。
1941年3月，雁北地区划归晋西北改称第五专署，专员屈健。晋绥边特委改为晋西五地委。原特委领导赵仲池、姜胜调回晋西区党委，五地委书记胡全（阎顾行），组织部长郑林，宣传部长胡亦仁，社会部长李登沄，民运部长龙鸣。晋西北军区第五军分区令员郭鹏，政委胡全，副政委兼政治部主任陈云开，副主任胡亦民/李传珠，参谋长刘华香。辖区包括雁北左云、右玉、平鲁以及山阴、朔县、怀仁、大同各一部。晋绥区党委（1940年7月成立）改称绥察边区委员会，受晋西北区党委领导。4月15日绥察行政办事处改称绥察行政公署，主任杨植霖，副主任苏谦益，秘书长曹正之，行署下设民政处，处长苏谦益（兼）；财政处，处长赵金壁；建设处处长马南风；教育处处长曹正之（兼）；蒙政处处长贾力更；秘书处，马南风（兼）。绥察行署下辖四个专员公署：
- 绥西专署，专员李维中，副专员王建功，蒙政部长奎壁；
- 绥中专署，专员程仲一，财政科长成枫涛，建设科长任建斌。教育科长崔曼村，民政科长翁翠；
- 绥南专员公署，专员杨国兴；
- 绥东游击区专员公署，专员杨叶澎。

1941年4月开始“治安强化运动”，对游击区和根据地加强扫荡，在游击区增加据点，对根据地实行“三光”和蚕食政策
1941年7月1日，以一二〇师教导团为基础组成的抗大七分校在兴县成立。校长周士第，政委徐文烈
1941年8月1日，晋西北行署召开第十四次政务会议决定：山西省政府第二游击区行署改称晋西北行政公署。下辖：
- 兴县为直属县。
- 第二行政区：辖河曲、保德、岢岚、五寨、偏关、朔县、神池七个县。专员楼化篷。地委书记黄恩铭。独二旅兼第二军分区，旅长兼分区司令彭绍辉
- 第三行政区：岚县、阳曲、静乐、岚静等四县。专员刘墉如。地委书记张雪轩
- 第四行政区：辖临县、临南、方山、离石、离东五个县。专员梁膺庸。地委书记宋应
- 第五行政区：辖平鲁、右玉、左云、山阴、大同、怀仁、右南七个县。专员屈健。地委书记胡全
- 第六行政区：宁武、静宁、崞县、忻县、崞山等五县。地委书记秦仲苏
- 第七行政区：榆太、太原、清徐、祁北等四县。地委书记张永青（原八地委宣传部长）兼宣传部长，刘英任组织部长，萧靖任武装部长，朱绍田（一二○师派来的手枪队长）任敌工部长。行政上七分区不设专署，只设八专署平原办事处，李晓村任办事处主任。其他人员没大变化。9月，七地委与专署办事处在交西县小晏峰被日军包围，清太徐四大队掩护撤退；战斗中，办事处主任李晓村、武装部长萧靖、四大队政委马真受伤，七地委书记张永青将死人压在身上，才死里逃生，四大队伤亡很大。地委书记张永青的妻子李岚被捕后，村干部用银洋买通伪军才被解救回来。经晋绥分局批准，1942年10月撤销七地委，所辖地区仍归八地委领导。
- 第八行政区：为加强平川敌占区的工作，将八地委分为七、八两个地委。八地委辖文水、交城、交西、汾阳四县。专员康世恩。八地委书记饶斌。八分区副司令员刘德明在日军袭击八军分区司令部时战斗牺牲。决死二纵队四团长王何全牺牲，工卫旅21团团长彭凯叛变投日。1941年末，专署贸易局被敌人包围，除局长孙新人因到兴县开会未回外，人员几乎全部被俘，其中有两名刚从延安分配来的女同志。1942年初交西县政府驻地薛东沟被偷袭，军民20余人被杀，县长被俘。八分区从百团大战前的辖六个县共60万人口，至1942年6月底，只剩32个村子6万人左右。1942年8月，为加强八地委工作，决定调罗贵波任地委书记、军分区司令和政委，饶斌、韩钧调回晋绥分局另行分配工作。分区驻地搬到古交岔口乡关头村
- 第九地委书记郑林。九分区司令员。行政上为第五专区东四县办事处，主任武养民，辖山阴、左云、怀仁、大同。

1941年8月，晋西南工委在汾阳县三道川成立。由龚子荣、解学恭、甘一飞、 郭万胜、孙先余、郭达等六人组成。龚子荣任书记兼组织部长，甘一飞任宣传部长，解学恭任统战部长，郭万胜任组织部副部长，孙先余任宣传部副部长，郭达任统战部副部长。率洪赵支队（支队长赖万芳、政委解学恭、政治处主任吴鉴群）通过平介敌占区于十月初开至太岳区绵上县。领导晋西南地下党工作。  
1941年秋关向应去延安疗养，由林枫代理书记。
1941年7月至1942年6月，日军采用“扫荡”、“蚕食”相结合的进攻，在晋西北根据地设置据点二百五十多个，使游击区大部变为敌占区，根据地面积较百团大战前缩小三分之一，人口减少三分之二。雁北的环境更加恶化，九地委书记郑林、组织部长李登沄、副专员武养民等先后从右南、山朔地区撤出，向朔平山区转移。1942年5月，中共中央北方局、华北军分会发出《关于反对敌人蚕食政策的指示》，指出蚕食是目前敌人进攻根据地的主要手段，由于我方给敌人有效打击不够，造成严重退缩局势。因此，必须立即展开坚决的系统的全民的反蚕食斗争，将政治攻势和武装斗争相结合。晋西北区党委和一二○师政治部也指出：要开展政治、经济、文化、军事全面的对敌斗争，统一党政军民力量，实行一元化领导。过去我们在敌人进攻面前，缺乏具体的实际对策，造成工作被动，干部遭受牺牲。
1942年6月4日 中共中央政治局通过决定成立陕甘宁晋绥五省联防司令部，贺龙为司令员，关向应为政委（代政委高岗），徐向前为副司令员，林枫为副政委，下辖一二〇师、晋西北军区、大青山骑兵支队、晋西北新军、陕甘宁留守兵团部队。同时，成立陕甘宁晋绥财政经济委员会，林伯渠为主任，贺龙为副主任，统一两边区财经建设。
1942年8月1日根据中共中央指示，撤销晋西北军政委员会和中共晋西区党委，成立中共中央晋绥分局，统一领导晋西北及绥远地区党政军工作。关向应为书记，林枫为副书记。以关向应、贺龙、林枫、周士第、甘泗淇、王达成、龚逢春、赵林、吴亮平等九人为分局委员，组织部长王达成、宣传部长张稼夫（年底任副书记）兼城工部长，龚逢春任社会部长，萧扬/刘惠农为秘书长。晋绥分局辖二、三、五、六、八、绥西、绥南、绥中八个地委四十余个县。
1942年夏，第五地委/第五军分区的工委书记李焕济、专员武养民、分区司令员郭鹏、政委胡全、参谋长刘华香、政治部主任陈云开，日军不断向晋西北根据地发动扫荡，扩张占领区、增设据点，以平鲁作为重点。平鲁是五分区活动中心，又是从内地到绥远大青山的咽喉要道，成为两方争夺的焦点。日军实行“三光政策”（烧光、杀光、抢光），斗争异常残酷，人民群众受到严重摧残，右玉南山抗日根据地丧失殆尽，八路军的党、政、军在平鲁无法立足，最后放弃了这块根据地，转移到二分区的偏关县。分区党政军机关均驻在偏关城北的陈家营村。平鲁县委书记李易山（王润）、耿平（地委秘书长）、江华（地委干事）相继投敌叛变。分区敌工科长赵家声调回军区，军区派来的李希圣任科长，不久王保（王宝）接任科长。
1942年8月15日，在日蒙军25000人围剿下，绥察区党委、绥察行署，大青山支队司令部及骑兵第一、二团，转移到晋西北偏关地区。支队司令员姚喆、绥察区委组织部长白成铭等仍率骑兵三团、教导大队和司令部直属两个连队在绥西坚持斗争。绥中区大部队机关转移蛮汉山与司令部会合，8月17日敌万余人进攻满汉山，行署随司令部转至西山后新店子、右玉、平鲁、大小红城，敌又合击进攻，司令部勤杂人员、政治机关、卫生机关、工委于二十三日转至老营，行署于二十五日转至东昌峪。大青山游击根据地进入最困难时期。
1942年10月，晋西北军区改称晋绥军区，统一领导晋西北和绥远地区的军事工作。晋绥落实精兵简政，全部主力军缩减至二万七千人以下，地方武装以四千五百人为限。新军总指挥部、决死二纵队司令部合并为八分区司令部；决死四纵队司令部改为六分区司令部；三、四分区合并为三分区司令部。10月20日，陕甘宁晋绥联防军司令部与陕甘宁留守兵团司令部合并。
1942年10月24日至11月11日晋西北临时参议会在陕西胡家庄召开，参加大会的参议员一百四十五人，选举续范亭、武新宇为晋绥边区行政公署正副主任，贺龙、刘佑卿、张文昂、白如冰、杜心源、王达成、张韶芳、张隽轩、刘菊初、樊沚如、刘路德、孙良臣、王缮、常跃五、武进卿、王法文、汤平、郭顺道、梁选众等十九人为晋绥边区行政公署委员。并决定张隽轩为行署秘书长，杜心源、孙良臣为民教处正副处长，白如冰、黎化南为财政处正副处长，张韶芳、樊沚如为建设处正副处长，张文昂为晋绥高等法院院长，林枫为议长，刘少白、牛荫冠为副议长。阎秀峰、程进、杨廉浦、郭丙鳞、刘墨林、陈顾三等六人为常驻临参会议员。
1942年10月24日晋绥分局决定将绥远大青山地区与雁北（第五分区）合并，绥远区党委改为塞北工委，书记高克林，副书记胡全，塞北军分区司令员姚喆，副司令员郭鹏，政委高克林，副政委张达志，机关驻偏关，统一领导大青山与雁北地区的党政民工作。成立第六军分区，司令员雷任民，副司令员孙超群，政治委员刘文珍，副政委龙福才，参谋长王兰麟，政治部主任刘仰峤，辖区为宁武、忻县、崞县、静乐四县，地委书记秦仲芳，专员马孔智。
1942年10月31日毛泽东致晋绥分局书记电林枫：“晋西北只有人口七十万至一百万，望检查如此迅速缩小的原因，与周、甘商讨积极开展游击战争，向敌人挤地盘的具体方案（即具体的积极的全面的反蚕食斗争），必须振奋军心、民心，向敌人取积极政策，否则在缩小前途甚坏。”晋西北根据地面积比百团大战前缩小三分之一，人口由三百万减少到一百万，耕地面积下降到战前的百分之八十四，劳力减少了三分之一，粮食产量下降三分之一，棉花产量只及战前的百分之三十，军队每人每天只供七两黑豆。11月4日晋绥分局根据毛泽东“把敌人挤出去”的指示，在兴县蔡家崖北坡村，召开了晋绥分局、行署、军区、抗联以及各专署、军分区负责同志参加的晋绥高干会议，决定主力部队以三分之一的兵力，地方武装以二分之一的兵力，组成武装工作队。深入敌后开辟工作。实施第二次精简，三、四专署合并为三专署，岚县划归三专署；五专署委托绥察行署代管，五专署东四县办事处撤销，五、九地委合并为五地委，朔县划归五专署；离东县划归八专署，八专署平原办事处撤销，七、八地委合并为八地委。机关人员由一万五千人，减至七千人。团以上领导机关由9151人减至3580人，其中军区、军分区两级机关人员由7132人减至1754人，撤销新军总指挥部；决死四纵队司令部改为六分区司令部；撤销四分区，与三分区合并，由三五九旅司令部兼任；五军分区编为雁北支队；新军暂一师三十六团、三十七团合编为三十六团；工卫旅二十一团、二十二团合编为二十一团。暂一师和工卫旅番号保留，指挥机关取消。决死第二纵队四、五、六团合编为第五支队、第六支队，决死四纵队十九、三十五团改编为第十九支队、三十五支队。原一二〇师独一旅指挥机关转移到陕甘宁边区。精简后，军区部队主力军由三万人减至二万五千人，地方武装由6520人减至5000人。成立晋绥财经建设委员会，由白如冰主任委员，武新宇、张韶芳等任委员，该会为财政、经济、金融、建设等项工作的研究指导机关。
1943年6月，陕甘宁晋绥五省联防司令部调晋西北三分区驻守的一二〇师三五八旅西渡黄河，保卫陕甘宁边区。与此同时，冀中军区第三纵队第十八、二十七、二十九、第十七、二十二、二十六、三十二等七个团；警备旅第一、二团先后到达晋西北地区。中共中央军委任命吕正操为晋绥军区司令员，林枫兼任政委，续范亭、周士第为副司令员。
1943年7月，以兴县、神府县（代管县）、岚县组成第一分区（一专署）。地委书记吴亮平、专员白忍，副书记王一夫，副专员毛凤翔。分区司令由二十七团团长马仁兴兼任，政委王兴隆。
1943年11月，由冀中调来的冀中军区三纵队第十七、二十二、二十六团合编为第十七团，归晋绥三分区指挥，第十八、二十七、二十九团合并为第二十七团，归晋绥军区直接指挥，冀中三纵队警备旅旅部与晋绥八分区领导机关合并，警一团改编为第一支队，警二团改编为第二支队，归晋绥八分区指挥。
1944年8月，晋绥边区行政区划进行了新的调整，撤销一分区。
- 兴县、岚县仍为直辖县，神府为代辖县。
- 二分区辖保德、河曲、偏关、五寨、神池、岢岚；
- 三分区辖临县、临南、离石、方山；
- 六分区辖宁武、静宁、忻县、崞县；
- 雁北区（五分区）辖朔县、右玉、右南、平鲁、左云、怀仁、大同、山朔；
- 八分区辖交城、交西、文水、汾阳、太原、静乐、阳曲、离东、清徐、榆太、祁北；
- 绥蒙行署下设三个分区
  - 绥南分区辖归凉、丰凉、托克托、和林格尔、清水河
  - 绥中分区辖归武、萨县、武固、固阳、包头。
  - 绥西分区

晋绥边区面积约为三十三万二千五百七十多平方华里，人口一百九十八万多人。
1945年1月第二次将兴县、岚县、神府县组成第一军分区，马仁兴为司令员，二十七团拨归第一军区指挥。2月8日再次成立第一专署，辖兴县、岚县、神府县，专署机关设在兴县。沈越为专员（兼兴县县长），王一夫为地委书记（兼兴县县委书记）。
1945年4月25日晋绥军区春季攻势从二月十七日以来，共作战五百三十七次，毙伤日伪军一千五百九十人，俘虏和瓦解伪军八百一十人。收复方山、岚县、五寨三县城及据点五十四处。夺取了离岚、五三两条公路。解放村庄七百二十四个，人口九万四千。至此，晋西北抗白根据地已拥有九个完整县：兴县、岚县、临县、方山、保德、河曲、岢岚、偏关、五寨。为加强绥蒙地区我军力量，从陕甘宁边区派出八路军骑兵旅增援大青山。骑兵旅旅长康健民、政委王再田、政治部主任袁光。晋绥军区九团，在团长李应发、政委白炳勋率领下向绥西挺进。
1945年7月15日中共中央和中央军委决定，在晋绥分局下设三个区党委，在晋绥军区之下设三个二级军区；在晋绥边区行政公署之下设吕梁、雁门两个行署和绥蒙政府，分别领导十一个专署，五十七个县。晋绥军区部队统由贺龙、李井泉指挥，成立南北两线指挥部。
- 吕梁区党委及军区：张宗逊为区党委书记、军区司令员兼政委。罗贵波、解学恭为区党委副书记兼军区副政委，吕梁行署主任王世英，副主任汤平。1946年4月，经中共中央、中央军委决定，彭绍辉任吕梁军区司令员，罗贵波任吕梁区党委书记和军区政委。
  - 三分区辖临县、临南、方山、娄烦四县
  - 四分区辖离东、离西、中阳、石楼、永和、隰县六个县
  - 七分区辖汾阳、平介、孝义、灵石四个县
  - 八分区辖文水、交城、阳曲、清源、徐沟、太原六个县
  - 九分区辖洪洞、赵城、蒲县、汾西四个县。
- 雁门区党委及军区：以吕正操为司令员，高克林为区党委书记兼军区政委，许光达为军区副司令员，孙志远为军区副司令员，苏谦益为区党委副书记。主任刘墉如、副主任马林。
  - 二分区辖岢岚、五寨、河曲、保德、神池、偏关六个县
  - 五分区辖平鲁、左云、右玉、朔县、怀仁、大同、山阴七个县
  - 六分区辖忻县、崞县、宁武、静宁四个县
  - 十一分区（绥南专署）辖和林、清水河、托县、凉城四个县
- 绥蒙区党委及军区：以张达志为区党委书记兼军区政委，姚喆为军区司令员。苏谦益为区党委副书记。主席乌兰夫、副主席杨植霖。
  - 绥中专署辖陶林、集宁、武川、丰镇四个县
  - 绥西专署辖归绥、包头、固阳、武固、萨县五个县。
- 晋绥边区行署直属一专署，辖兴县、岚县、神府三县。

中央军委决定:设立南北两线两个指挥部。
- 南线指择部由张宗逊、罗贵波、解学恭负责，指挥三、四、七、八各分区部队；
- 北线指挥部由吕正操、高克林、许光达、孙志远负责，指挥二、五、六、十一各分区部队。
- 晋绥军区司令部直接指挥一分区部队。
- 六分区部队作机动使用。

1946年3月17日吕梁、雁北两行署撤销（区党委、军区机关仍继续保留），行政区划基本恢复战前状况，新划区、村也包括人口、面积和工作需要，参照战前区划进行了适当调整，调整后，晋绥边区共分八个专区（专署也相同），一个绥蒙政府，辖五十一个县，二百二十四个区，二千五百二十三个行政村，共计有人口三百零七万八千多人，面积四十九万三千平方华里。
1946年11月20日至12月12日，晋绥野战军二纵队独四旅和太岳兵团第四旅在晋西南发起了自卫反击战役，连续解放了永和、大宁等七县城，生俘阎军晋西地区上将总指挥杨澄源等五千二百余人，这一胜利，使晋西南晋绥内地联成了一片。
1947年10月14日晋绥分局决定，将七、八两个分区合并为八分区，绥蒙区党委与五地委合并。
1947年12月17日晋绥行署专员会议决定，撤销一专署，兴县、岚县、神府三县为边区行署直属县；撤销绥蒙政府；五、十一专署合并为五专署；新设十专署。
1948年5月9日中共中央电令把原属太岳沿同蒲路自赵城、洪洞（均含）以南直至蒲洲以东的路西各县均划归晋绥解放区管辖，原晋绥之太原附近各县则划归华北解放区管辖。5月上旬临汾解放前，成立晋南工作委员会，作为晋绥分局的派出机关，武新宇任书记，龚子荣任副书记。临汾解放后，西北局副书记马明方兼任书记，武新宇和龚子荣任副书记，张稼夫向毛泽东要求去晋南工作，毛泽东批准后，张稼夫仍作为晋绥分局副书记兼任晋南工委副书记和临汾县委书记。晋南工委管辖晋绥分局第九、十、十一地委（太岳三地委）和临汾县、襄陵县、临汾市三个直属县市，共辖三十一个县、市。晋南全区面积3.26万方公里，人口263万余人。
- 隰县分区—辖隰县、蒲县、永和、大宁、石楼、汾西、洪洞、赵城8县。
- 新绛分区—辖新绛、汾城、乡宁、稷山、河津、吉县、曲沃7县。
- 运城分区—辖芮城、临晋、万泉、闻喜、平陆、安邑、夏县、永虞（新设县、永济和虞乡各一部组成）、永乐（新设县，永济、和芮城各一部组成）、猗氏、解县、荣河、运城13个县。
- 另有临汾县、临汾市、襄陵县等3个直属县市。

1948年8月15日晋中军区、晋中行署正式成立，罗贵波任军区司令员兼政委，牛荫冠、史怀璧任行署正、副主任。全区辖三个专署二十一个县，直属华北大区领导。
- 一专区：辖五台、盂县、平定、定襄、寿阳、阳曲、忻县7县。
- 二专区：辖徐沟、清源、晋源、交城、文水、汾阳、孝义7县。
- 三专区：辖榆次、太谷、祁县、平遥、介休5县及平遥市。

1949年太原市人民政府新成立，原晋中行政公署撤销，该署原辖各专署、县府均暂归并太原市人民政府领导。
1948年9月19日西北军政大学与陕甘宁晋绥行政学校相继在山西临汾成立，贺龙兼任军政大学校长，武新宇任行政学校校长。
1948年12月25日晋绥军区发布通令：奉西北军区转军委电令，决定以晋绥军区之第九、十、十一分区组成晋南军区，直属西北军区领导。任命马佩勋为司令员，马明方兼政委.
1949年2月7日至15日，晉綏行署代表、晋南行政公署代表参加在延安召开的陝甘寧邊區第三届參議會常駐委员会及陕甘宁边区政府委員會聯席會議，会议决定：为适应形势发展的需要，将陕甘宁和晋绥两边区政府合并为陕甘宁边区政府，原晋绥行政公署撤销，原屬縣分別劃歸晉西北、晉南管轄，统受陕甘宁边区政府领导。贺龙参加了联席会议，作了当前形势与任务的报告。会议确定本年基本任务是：全力支援解放大西北。2月23日陕甘宁边区政府任命赵秉彝为晋西北行署主任，秦仲方、乔钟灵为副主任。1949年3月13日陕甘宁边区晋南行政公署成立，行署主任武新宇，副主任霍维德，辖九、十、十一分区和三个直属县市。
晋西北行署区，辖4个分区及2个直属县，共23个县，面积4.57万km2，人口213.98万余人，计为：
- 五寨分区——辖河曲、保德、五寨、神池、偏关、岢岚6县。
- 离石分区——辖临县、离石、中阳、方山4县。
- 雁北分区——辖朔县、山阴、怀仁、平鲁、左云、右玉、大同7县。
- 雁南分区——辖宁武、代县、静乐、崞县4县。另有兴县、岚县2直属县。

1949年3月，绥蒙区划归华北局。
1949年4月25日，由于太原解放，撤销晋绥军区，机关人员集结到临汾整训，准备南下四川。5月1日《晋绥日报》停刊。自一九四零年九月十八日创刊起，该报出刊二千七百七十一期。
1949年6月2日晋南行署发布通令：奉边区政府令，决定将晋西北行署撤销，成立五寨中心专署，领导晋西北各专署县，中心专署受晋南行署直接领导。6月3日晋绥分局指示，晋南工委积极筹备西进南下工作，决定将工委所属三个地委和行署所属三个专署合并为晋南中心地委和中心专署，领导机构设在新绛县城，中心地委书记彭德，副书记贾启允，中心专署专员秦穆伯，副专员岳维藩。6月6日晋南专署成立，领导晋南二十九县，专署之下设五个中心县。1950年1月1日，撤销晋南行署，划归山西省人民政府管辖。

## 国共内战
1945年8月11日与8月21日，从陕甘宁晋绥联防军中相继分出晋绥野战军、晋绥军区，归中共中央军委直接领导。与晋察冀军区部队联合发起平绥路战役，收复了丰镇、集宁、卓资山、陶林、和林、凉城、清水河、托克托、萨拉齐、武川、百灵庙、四子王镇、兴和等13座县城。
晋绥军区司令员吕正操（后贺龙），政治委员林枫（李井泉代理），副司令员续范亭、周士第，参谋长陈漫远，政治部主任甘泗淇/张平化，政治部副主任张平化/冼恒汉。
- 吕梁军区：1945年8月，中央和晋绥分局决定撤销晋西南工委，成立吕梁区党委，张宗逊任吕梁区委书记（不久罗贵波调任吕梁区书记兼军区司令员、政委），解学恭任副书记，行署主任汤平。由358旅兼吕梁军区。驻离石县。司令员兼政治委员张宗逊/358旅调走后为彭绍辉，副司令员马佩勋，副政治委员罗贵波、解学恭（吕梁区党委副书记），参谋长张希钦，政治部主任罗贵波兼，政治部副主任何辉。以阳曲、娄烦、盘缴以南，汾河以西地区划为吕梁区。1945年9月吕梁军区将所辖第2、第5支队和洪赵纵队等依次改编为独立第11、第13、第14团。11月7日,吕梁军区奉命组建独立第四旅，辖第十ー、十三、十四团。旅长顿星云，政治委员杨秀山。1945年11月13日晋绥军区向中央军委报告《建军概况》载，吕梁军区的地方支队有：离石支队(800人),人民自卫军(700人),永楼支队(150人),中石支队(50人),清太徐支队(200人),静乐支队(500人),临县支队(700人),洪赵支队(600人),孝义支队(400人),汾阳支队(500人),平介支队(500人),文水支队(500人以上)。12月,吕梁军区组建独立第十团(以离石支队为基础)，独立第十六团(以临县支队为基础)，独立第十八团(以平介支队为基础)。1946年3月,吕梁军区第四、七、十军分区撤销。第四军分区并入第三、九军分区,第七军分区并入第八军分区,第十军分区并入第九军分区。1946年底,吕梁军区司令员王震(兼),副司令员彭绍辉、马佩勋,副政治委员罗贵波、解学恭。参谋长张希钦,政治部主任王恩茂,副参谋长唐健伯,政治部副主任何辉。下辖；第三、八、九、十军分区。1947年4月,第二纵队西渡黄河,不再兼吕梁军区，编入西北野战兵团，令建吕梁军区机关，彭绍辉任司令员，罗贵波任政治委员。1947年12月28日，西北野战军根据中央军委批准，以吕梁军区第51、第55、第58团为基础组建西北野战军第1纵队独立第7旅，隶属第1纵队建制，暂归晋绥军区指挥。1948年8月撤销吕梁区委，设晋中区委，归属华北局。第9、10分区改由晋绥分局直属。原吕梁军区机关及直属部队改编为西北野战军第7纵队机关。
  - 第3军分区：1940年9月，晋西区委、晋西北行署决定组建晋西北三地委、三专署，辖静乐、岚县、阳曲（西）、宁武、崞县（西）、忻县（西）等县，地委专署机关驻娄烦庙湾乡水峪村后沟4眼土窑洞。地委书记先后由慕纯农/张雪轩/王文达，组织部长崔一生，宣传部长李建平/王文达，抗联主任杨新，专员刘墉如。1941年7月21日晋西北行署第14次政务会议决定，三专署分为两个专署：将宁武、忻县（西）、崞县（西）等县新组成六专署，三专署辖岚县、阳曲、静乐3县，仍驻娄烦地区。将晋绥军区第3军分区机关大部和特务团及第17团合编，组建独立第3旅，归晋绥野战军建制。司令员陈刚 政治委员 秦立声 副政治委员 李梦龄 政治部主任 贺翼章 副参谋长 刘子仪。1945年9月辖临县、临南、方山、娄烦等县。司令员高士一，政治委员张国声。1946年底司令员陈刚,政治委员秦力生。1947年8月改为晋绥军区直辖。
    - 临县支队    支队长兼政委 朱致平

  - 第4军分区：辖临县、临南、离石、离东、方山等5县。1945年9月辖离石、离东、中阳、石楼等县。1946年4月撤销。地委书记宋应，专员梁膺庸。司令员杨秀山 政治委员刘文珍 副司令员张新华 参谋长谷志标 政治部主任颜龙茂
    - 离石支队    支队长 朱玉庭    政治委员 高诗德    政治处主任 马文东
    - 第5支队    支队长 王文礼    政治委员 李恽和

  - 第7军分区：1941年8月从第八行政区划出第七行政区，辖祁北、榆（次）太（谷）、清（源）徐（沟）、太原4县。设七地委、第八专署平原办事处（七专署），地委书记张永青，办事处主任李晓村。1945年9月恢复第七地委，驻孝义山区，辖汾阳、孝义、平介铁北县。司令员兼政委兼地委书记马佩勋，副书记甘一飞兼宣传部长，政治部主任陈远波。1946年3月并入第8军分区。1947年1月,中共晋绥分局和晋绥军区决定恢复第七军分区,仍归吕梁军区领导。辖区为汾阳、孝义、平(遥)介(休)等县。司令员兼政治委员马佩勋。1947年10月撤销，并入八分区。
    - 洪赵支队    支队长 李述应    政治委员 吴鉴群

  - 第8军分区：辖文水、汾阳、交东、交西四个县。1938年3月，一二〇师民运部副部长王邦秀带工作团（成员有肖静、李文林、陈郁发等），深入到清源。太原、徐沟、交城、文水等县，开展建党工作。1938年3月，文交汾清太徐中心县委成立，刘英任中心县委书记，肖静分管组织宣传，李文林分管武装，陈郁发分管敌工、县委机关驻交城县寨上村。1940年1月八专署党政领导机关成立，地委书记饶斌，组织部长李柏林（后为范敏），宣传部长胡亦仁，武装部长李文林，社会部长陈郁发，专员顾永田（1940年2月11日顾牺牲后副专员康世恩升任），秘书主任郝振乙，公安处长苏坡，抗联主任米建书。1941年8月从第八行政区划出第七行政区。司令员王长江。1945年9月辖交城、文水、清源、徐沟、太原、阳曲、静乐等县。司令员侯俊岩，政治委员张永青。1946年2月起，地委书记甘一飞兼政委，参谋长杨文安，政治部主任曹光琳。1946年底司令员侯俊岩。解放战争中“坚持平川游击战争，加强边山对敌斗争，巩固山区根据地”的方针，后方为交城阳曲山区。地委书记饶斌，专员康世恩。1947年主力编入七纵第21师。晋中战役副书兼组织部长梁树棠牺牲。八分区于1948年7月中旬全部解放，接管汾阳、孝义、文水、清源、徐沟城。
    - 第1支队    支队长 林子元    政治委员 赵均一    参谋长 原金丰    政治处主任 赵信林
    - 第2支队    支队长 林海清    政治委员 孙继铮
    - 第6支队    支队长 张献奎    政治委员 陈玉发
    - 五十团（即文交支队）
    - 第17支队：活动于清太徐地区
    - 第18支队   支队长张久德。活动于阳曲

  - 第9军分区（晋西南）：抗战胜利时，晋西南工委领导洪赵支队以太岳区为依托开展晋西南的工作。1945年8月29日工委机关和洪赵支队，从太岳区返回晋西南，在西景、汾西、洪洞、赵城等地活动的游击区设立九地委、九分区。成立洪赵支队，支队长黄忠学，地委书记贾长明兼政委，辖灵石大队、汾西大队、洪赵大队等各县大队。1945年10月，九地委、九专署移驻汾西县勍香镇，辖汾西与隰县、蒲县、石楼、永和、大宁等5个县。1946年1月停战后打开了农村局面。1946年4月十地委并入后副书记杨一木，正式成立第九军分区，司令员黄忠学，贾长明兼政委，副司令员周智高，参谋长于锡武，政治部主任潘振华。1946年8月14日至9月1日，陈赓的四纵队与顿星云、杨秀山的独四旅进行了洪赵战役，横扫了洪洞、赵城、霍县、隰县、汾西、灵石等县城的阎军，九分区成了解放区。9月22日至24日的临浮战役，消灭了胡宗南起家嫡系整编第一旅。1947年组建晋绥第七纵队，第一、第二支队编为七纵第19师的第55、第56团，师长何辉燕，副师长周智高，政委朱少田。九分区又在各县组建了独立营。
    - 第一支队：1946年9月由石楼、永和、大宁、蒲县等县大队组建。
    - 第二支队：1946年9月洪赵支队改称。

  - 第10军分区：1945年12月，将沿河地委（晋西工委、晋西支队）所设的石隰工委、永大工委、中离工委基础上组建第十地委、第十军分区。驻永和县境，后方在延川县的延水关。辖永和县、石楼县、大宁县、隰县。地委书记杨一木，组织部长黄恩铭，宣传部长杨毅，专员阎子祥，司令员白炳栋。吕梁十三团派一个连（团参谋梁树德、指导员芦德义）为分区军事骨干。[5]1946年4月并入第9军分区。
- 绥蒙军区：1942年11月组建塞北军分区。1945年9月，晋绥军区报经中共中央书记处批准，塞北军分区扩编组建绥蒙军区。司令员姚喆，政治委员张达志/1946年春高克林    副政治委员张达志（1946年春降任） 参谋长邓家泰/樊哲祥 政治部主任饶兴
  - 绥蒙军区骑兵旅：晋绥军区骑兵旅划归绥蒙军区建制。旅长康健民，政治委员李佐玉，参谋长王智，政治部主任王弼臣。 驻平鲁县白堂乡窝窝会村
    - 第1团：团长朱秉才，政治委员张治珍，政治处主任王星昌
    - 第2团：团长黄厚，政治委员赖万生，副团长余有清，政治处主任薛志明。1947年7月调陕北战场
    - 第3团：团长姜文华，副团长汪贤才，政治处主任包盛标
    - 第9团：团长胡定发，政治委员白炳勋，参谋长 罗天泽，政治处主任杨镇高
    - 第27团：团长兴中，政治委员钟生溢，副团长 韩双亭，副参谋长仇太兴，政治处副主任谢特山

  - 偏清支队：支队长罗成章，政治委员王坚，副政治委员陈寿华，副参谋长梁子俊
  - 陶（林）集（宁）支队：政治委员慕湘
- 雁门军区：1945年9月经中共中央书记处批准成立。司令员吕正操兼/张经武，政治委员高克林/朱明，副司令员许光达/孙超群，副政治委员兼政治部主任孙志远/王定一，参谋长王兰麟
  - 第2军分区：辖河曲、保德、偏关、岢岚、神池、五寨等县。抗战时期独二旅兼二分区，旅长彭绍辉/许光达。在保德县冯家川设有后方基地，有旅医务处、伤员休养所、后勤供应站、后方工厂等。抗战八年，日军五次进保德县烧杀掳掠，都没到过冯家川。司令员李文清，政治委员刘华香/傅子和，政治部主任田麟勋，副参谋长陈阳春。地委书记杜心源。专员张国声/楼化蓬（1940-1943）/梁膺庸/赵希愚/辛兰亭。
    - 神府第5支队：支队长李加夫，政治委员王展，副支队长李伐东，政治处主任崔明山
    - 朔平支队：支队长梁子俊，政治委员戴金川

  - 第5军分区（塞北军分区）：抗战初期设立八路军120师中共晋绥边特委左(云)右(玉)凉(城)县委、右(玉)山(阴)怀(仁)县委。独立6支队（雁北支队）为其军事骨干。雁北五军分区司令员郭鹏、政治部主任陈仲凯驻偏关县，政委兼雁北工委书记是胡权。1941年秋郑林任雁北工委组织部部长兼第九地委书记。1942年6月雁北的环境更加恶化，九地委书记郑林、组织部长李登沄、副专员武养民等领导先后从右南、山朔地区撤出，向朔平山区转移。1945年9月，中共雁北工委撤销，五地委、五专署重新成立。司令员王赤军、地委书记李登瀛兼政委，副司令员范忠祥，参谋长周智高，政治部副主任沈新发。1946年7-8月的晋北战役，使得五分区成为解放区。1948年8月察绥战役发动前夕，五分区组建晋绥第十四旅，辖46团（怀仁支队、山阴独立营整编）、第45团（平鲁、左云、右玉3县的县大队、独立营整编）、第44团（偏清支队），五分区司令罗斌任旅长兼政委，北上绥蒙地区投入察绥战役。1949年5月，晋绥边区西雁北地委、专署撤销，机关干部调新区工作，并组成山阴中心县，作为东西雁北合并前的过渡机构，管辖山阴、平鲁、朔县、左云、右玉、怀仁、大同各县。1949年6月，地委书记李登瀛带领1000余名干部南下川南新解放区。1949年8月24日，第二批南下干部400多人开赴新区。1949年9月2日，雁北西部地委划归察哈尔省，同雁北东部地委合并成立中共雁北地委和雁北行署，辖阳高、大同、浑源、广灵、灵丘、应县、怀仁、山阴、朔县、平鲁、右玉、左云12个县。繁峙划归忻县地区。
    - 骑兵大队：大队长王荣福
    - 清河支队，支队长周子高

  - 第6军分区：1941年7月21日三分区北部独立为六分区，辖宁武、忻县（西）、崞县（西）等县。司令员孙超群，政治委员梁任芥。副政治委员龙福才，参谋长王兰麟，政治部主任王立声。1947年主力编入七纵第20师。
    - 第19团：团长钟志明，政治委员谢才先（谢采贤）
    - 第20团：团长龙福才（兼）
    - 第35团：团长黄新义，政治委员罗斌

  - 第11军分区（绥南）：1941年3月设立。司令员黄立清，地委书记李权超/崔岩/张云峰/李云龙/张毅忱，副政治委员袁光，参谋长曾征。专员杨国兴/马南枫/程仲一/高铭卿，郑天翔（1945年6月-1946年）。所属43、44、45团和托(克托)和(林格尔)大队、丰(镇)凉(城)大队、怀仁支队、山(阴) 朔(县)支队等部。1945年8月27日，贺龙部收复凉城县城新堂后，绥南地委、专署机关迁往新堂。1946年9月上旬，傅作义部向绥南解放区大规模进攻，绥南地委、专署、凉城县委、政府机关被迫转移撤到马头山区烧夭贝（今属凉城县曹碾满族乡王三顺行政村所属的一个自然村）至1948年8月21日第二次绥包战役发起后离开烧夭贝。
    - 第3支队：支队长 高学贵
- 第1军分区：司令员陈漫远兼，政治委员刘长亮。位于兴县后方。晋绥军区直属。
- 抗大第7分校：校长王长江，政治委员杨尚高
- 军区教导团：团长李夫克，政治处主任钟师统
- 军区直属第32团（赴东北） 团长 李化民，政治委员邓东哲
- 河防司令部：司令员向黑缨
- 神府支队：支队长刘籍甫，政治委员刘北垣，副支队长贾兰芝，副政治委员郝子标
- 独立第4旅：1945年11月7日以吕梁军区第11、第13、第14团为基础组建。
- 晋绥野战军：司令员贺龙兼，政治委员林枫（不久赴东北）/李井泉，副司令员张宗逊，副政委李井泉，参谋长张经武（后许光达代参谋长）政治部主任甘泗淇（后孙志远），副参谋长李夫克，政治部副主任冼恒汉。下辖：
  - 第358旅：旅长张宗逊兼/1945年10月黄新廷，政治委员余秋里
  - 独立第1旅：旅长高士一/1945年11月王尚荣 政治委员朱辉照
  - 独立第2旅：旅长许光达兼 政治委员孙志远兼
  - 独立第3旅：旅长杨嘉瑞 政治委员金如柏。晋绥第3军分区机关大部和特务团及第17团合编。
  - 独立第四旅：1945年11月7日以吕梁军区第11、第13、第14团为基础组建。旅长顿星云，政委杨秀山。
  - 独立第五旅（1946年10月成立）旅长贺炳炎，政委王赤军。

1946年6月，发起晋北战役，组建晋北野战军，归晋绥军区建制。
- 司令员兼政委  周士弟
- 副司令员  贺炳炎
- 副政委  廖汉生
- 参谋长  王绍南
- 政治部主任张国生
- 政治部副主任杨尚高

1946年8月2日，晋北野战军发动大同集宁战役。8月29日，中原突围的第359旅返回边区，列入晋绥军区建制。
1946年11月10日，中央军委决定撤销雁门军区，将所辖第五军分区、第十一军分区拨归绥蒙军区建制，所辖第二军分区、第六军分区直属晋绥军区领导；撤销晋绥野战军和晋北野战军，部队统一编成3个纵队归晋绥军区建制：
- 第一纵队：司令员张宗逊，政委廖汉生，副司令员贺炳炎，参谋长王绍南，政治部主任冼恒汉，政治部副主任张国声。奉命开赴陕甘宁边区作战，调归西北野战军建制。        ，

独立第一旅：旅长王尚荣，政委朱辉照
第三五八旅：旅长黄新庭，政委余秋里
- 第二纵队：司令员王震兼政委，副司令员彭绍辉，参谋长唐健伯，政治部主任王恩茂。11月22日，第二纵队配合太岳部队参加吕梁战役、汾孝战役。 1947年3月西渡黄河保卫陕甘宁边区。
  - 第三五九旅：旅长郭鹏，政委李铨，
  - 独立第四旅：旅长顿星云，政委杨秀山。
- 第三纵队：司令员许光达，政委孙志远，参谋长李夫克，政治部主任杨尚高。1947年8月划归西北野战军。
  - 独立第二旅：旅长唐金龙，政委 罗志敏，
  - 独立第三旅：旅长杨嘉瑞，政委 孟昭亮，
  - 独立第四旅：旅长李夫克兼，政委 王赤军

1946年11月成立晋绥军事政治干部学校，校长贺龙兼，副校长周士第、王尚荣。
1946年12月,成立新的第十(乡吉)军分区。第十军分区的武装是吕梁调来的第十团和石永支队。司令员陈国栋，政治委员廉怀德/彭德。张德任副司令员、司令员。辖区为新绛、稷山、河津、乡宁、吉县、汾城、曲沃等7个县。
1947年6月，部队进行精简整编，绥蒙军区第5、第11军分区和吕梁军区第7军分区机关撤销。
1947年7月31日，晋绥军区划归陕甘宁晋绥联防军。晋绥军区下辖：
- 吕梁军区
  - 第1军分区：1947年12月撤销。1948年5月重建。
  - 第2军分区
  - 第3军分区
  - 第6军分区
  - 第7军分区：1947年1月重建。司令员兼政治委员马佩勋。1947年10月并入第8军分区。
  - 第8军分区
  - 第9军分区
  - 第10军分区
- 绥蒙军区
  - 第5军分区：1947年10月撤销
  - 第11军分区：1947年10月撤销
    - 骑兵第1团：1947年9月调西北战场

  - 绥蒙军区骑兵旅：1947年9月第2团调西北战场
- 延属警备区
- 绥德警备区
- 冀中警备旅
- 特务团
- 教导团
- 晋绥军事政治干部学校：1945年11月10日，抗日军政大学第7分校（欠第2大队）为基础组成。贺龙兼任校长，周士第、王尚荣任副校长，傅传作任教育长，钟师统任政治部主任。
- 晋绥通信学校：1947年5月西北无线电通信学校、晋绥军区电报训练队和中央军委三局电报训练队合并成立

1947年9月，绥蒙军区骑兵旅第2团和第11军分区骑兵第1团调赴西北战场，脱离绥蒙军区建制。
1948年3月17日，陕甘宁晋绥联防军改编为陕甘宁晋绥联防军区。晋绥军区改为其下的二级军区。1948年5月，重建第1军分区。 
1948年7月，晋绥军区组建西北野战军第七纵队，下辖：
- 第10旅
  - 第37团：第3军分区
  - 第56团：第9军分区
  - 第59团：第10军分区
- 第12旅：忻县解放后，第6军分区所属的三个团合编为第12旅。
  - 第40团
  - 第41团
  - 第42团

1948年7月撤销吕梁区委与吕梁军区，第8军分区划归晋中军区，其余军分区由晋绥军区直属。成立晋中区委，隶属于华北局。晋中区党委书记罗贵波、副书记解学恭、武光，委员9人，甘一飞为区委委员并先后兼任民运部长、宣传部副部长。晋绥八分区改为晋中二分区，甘一飞兼任二地委书记、军分区政委。
1948年7月成立晋绥分局临汾工委。1948年11月改为晋南工委。1949年6月，晋南工委撤销，成立晋南中心地委，上属晋绥分局领导，下辖运城、永济、新绛、稷山、隰县五个中心县委和临汾、襄陵、曲沃、赵城五个直属县委。1949年10月，晋绥分局撤销，晋南中心地委归西北局领导。1950年，晋南中心地委撤销，成立运城地委和临汾地委。
- - 第10军分区：1949年2月晋绥十一地委改为新绛地委。
  - 第11军分区：1941年5月中条山战役后，晋豫区党委决定开辟中条山抗日根据地。条西地委成立后，先后组建了康俊仁游击支队、抗日游击第九支队、十支队、中条山抗日挺进纵队第四支队等2000多人的抗日武装，建立了新绛、闻喜、夏县、平陆和安邑5个县级抗日政权。太岳第五军分区和太岳第五专署分别于1943年冬和1944年8月成立。抗战胜利后太岳五地委下辖闻喜、夏县等14个县委和汾南工委。1945年12月太岳五地委改为太岳三地委。1947年12月28日运城全境解放。地委书记柴泽民/刘植岩。地委副书记李志敏，地委副书记兼组织部部长贾启允，地委常委、农会主席韩洪宾，专员张学纯。1948年1月10日国民党再度占领运城，2月7日撤离。从此，运城获得彻底解放。1948年5月，临汾解放时，太岳第三军分区的47、48、49团及司令部、政治部、后勤部机关编入晋冀鲁豫野战军第十五纵队为第45旅，后为第62军186师。1948年7月太岳三地委划归晋绥分局吕梁区委领导，改称晋绥十一地委。1949年l月，平陆、安邑、夏县独立营升编为中国人民解放军60军178师533团。1949年2月晋绥十一地委改为运城地委。

1948年8月，绥蒙军区重建第5、第11军分区。以晋绥军区第2军分区机关为基础重建绥蒙军区第5军分区。

1948年9月，组建西北野战军第八纵队，下辖：
- 第11旅：以第43、44、45团组建
- 第14旅：由第2军分区第34团、大（同）左（云）支队、怀仁支队合编
- 骑兵第1旅：绥蒙军区骑兵旅改称

1948年11月1日，中央军委发布《关于统一全军组织及部队番号的规定》的通令，陕甘宁晋绥联防军改称中国人民解放军西北军区，晋绥军区归西北军区建制。1948年12月25日，西北军区决定，以晋绥军区原第9、第10、第11军分区为基础，成立晋南军区，直接受西北军区领导；撤消第1军分区；将原第2、第3、第5、第6军分区依次改称五寨、离石、雁北、雁南军分区。
1949年5月1日，晋绥军区决定，以原五寨军分区为基础，成立晋西北中心军分区（又称晋北军分区）；同时，撤销五寨、离石、雁北、雁南军分区。5月26日，中央军委决定，晋南军区并入晋绥军区，并以原晋南军区为基础，成立晋南中心军分区（又称晋南军分区），归晋绥军区建制。1949年6月22日，绥蒙军区与第8军合并，成立绥远军区。8月1日，中央军委决定，成立山西军区。9月，晋绥军区所属山西境内的晋西北、晋南军分区移交山西军区建制，机关并入西北军区，晋绥军区番号撤销。